# Donnement
Donnement ist eine französische Gemeinde mit 73 Einwohnern (Stand 1. Januar 2022) im Département Aube in der Region Grand Est; sie gehört zum Arrondissement Bar-sur-Aube und zum Kanton Brienne-le-Château.

## Geographie
Die Gemeinde liegt in der Landschaft Champagne sèche, rund 35 Kilometer nordöstlich von Troyes. Nachbargemeinden sind:
- Balignicourt im Osten,
- Braux im Südosten,
- Aulnay im Südwesten,
- Jasseines im Westen und
- Dampierre im Nordwesten.

Das Gemeindegebiet wird vom Fluss Meldançon, einem Nebenfluss der Aube, nach Westen entwässert.

## Verkehr
Donnement liegt an der Kreuzung der Départementstraßen 24 und 56. Sie ist Etappenort des Pilgerwegs Via Francigena.

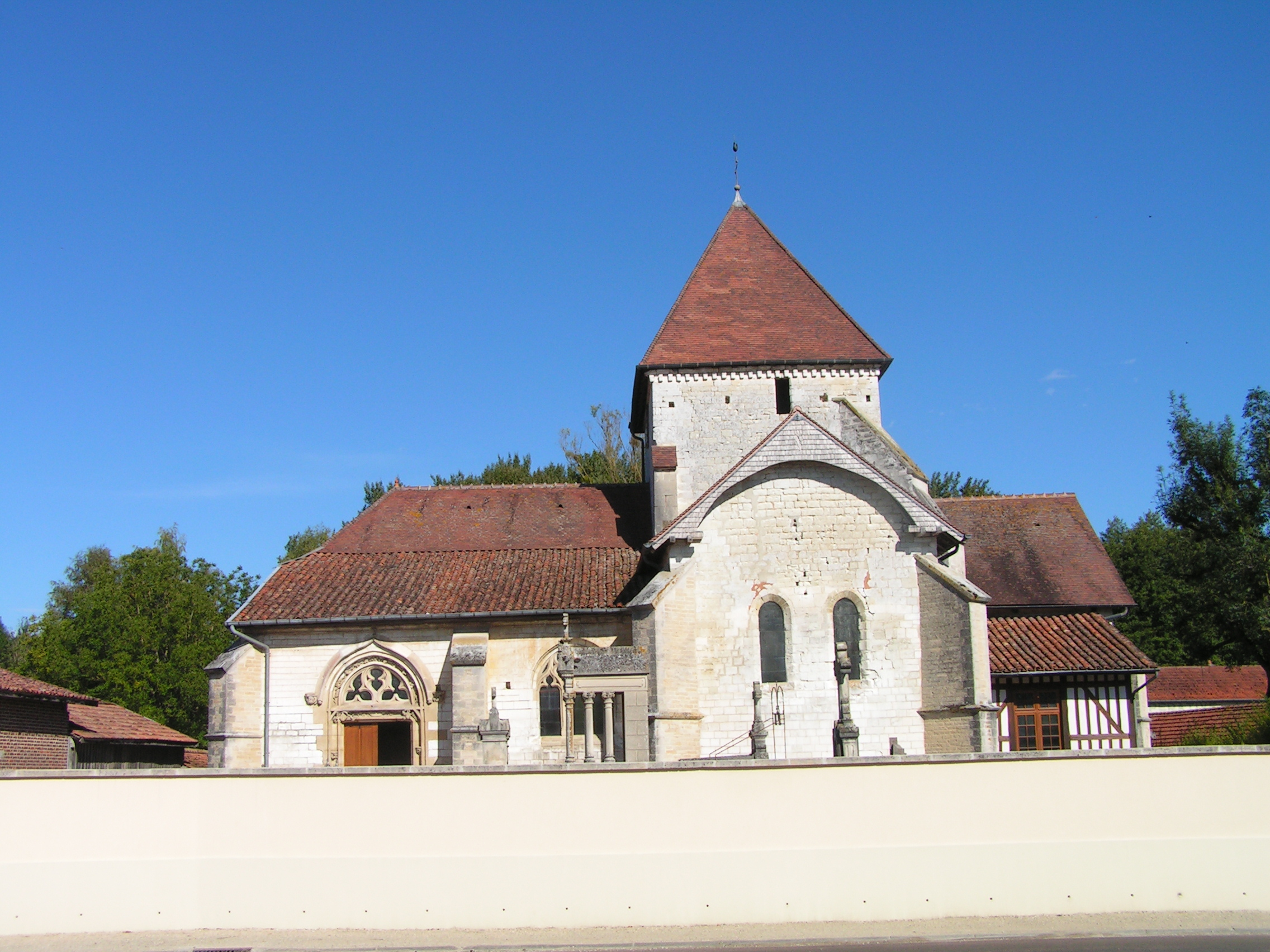
Kirche Saint-Amand

## Bevölkerungsentwicklung
| Jahr      | 1962 | 1968 | 1975 | 1982 | 1990 | 1999 | 2006 | 2018 |
| --------- | ---- | ---- | ---- | ---- | ---- | ---- | ---- | ---- |
| Einwohner | 194  | 194  | 165  | 128  | 101  | 111  | 96   | 75   |

## Sehenswürdigkeiten
- Kirche Saint-Amand, erbaut ab dem 12. Jahrhundert (Monument historique)